# Melomys capensis
Melomys capensis  (Tate, 1951) è un roditore della famiglia dei Muridi diffuso in Australia.

## Descrizione

### Dimensioni
Roditore di medie dimensioni, con la lunghezza della testa e del corpo tra 120 e 160 mm, la lunghezza della coda tra 120 e 170 mm, la lunghezza del piede tra 25 e 27 mm, la lunghezza delle orecchie tra 16 e 18 mm e un peso fino a 115 g.

### Aspetto
Le parti superiori sono castane o grigio-brunastre, i fianchi sono giallo-brunastri, mentre le parti ventrali e le guance sono bianche. Le orecchie sono brunastre. I piedi sono bianchi. La coda è più lunga della testa e del corpo, è bruno chiaro sopra, priva di pigmento sotto ed è ricoperta da 10 anelli di scaglie per centimetro, ciascuna da 3 peli.

## Biologia

### Comportamento
È una specie notturna e arboricola. Costruisce nidi di foglie in alberi cavi o nelle cavità all'interno di edifici.

### Alimentazione
Si nutre di frutta, semi e foglie.

### Riproduzione
Si riproduce durante tutto l'anno. Le femmine danno alla luce 2 piccoli per più volte durante la stagione.

## Distribuzione e habitat
Questa specie è diffusa nella Penisola di Capo York, nel Queensland settentrionale. È inoltre presente in alcune isole lungo la costa.
Vive nelle foreste tropicali umide.

## Conservazione
La IUCN Red List, considerato che questa specie è abbastanza comune all'interno del suo areale e la mancanza di reali minacce, classifica M.capensis come specie a rischio minimo (Least Concern).